# منرووویا (مریلند)
منرووویا (به انگلیسی: Monrovia) یک محدوده ثبت‌نشده در شهرستان فردریک ایالت مریلند کشور ایالات متحده آمریکا است که جمعیت آن در سرشماری سال ۲۰۱۰ میلادی، ۴۱۶ نفر بوده‌است.